# Хрвоје Шаринић
Хрвоје Шаринић (Сушак, 17. фебруар 1935 − Загреб, 21. јул 2017) био je xрватски политичар и грађевински инжењер. Био је председник Владе Републике Хрватске и шеф кабинета председника Републике Хрватске Фрање Туђмана.

## Биографија
Рођен је на Сушаку код Ријеке од оца Маријана и мајке Виле. Шаринићев отац обогатио се између два светска рата на обнови Сушака. Био је власник каменолома званог Шаринића кафа, члан Хрватске сељачке странке и градоначелник Сушака, што остаје и по доласку Италијана. Крајем Другог светског рата починио је самоубиство. Мајка му се касније удаје за угледног архитекту Леа Бабића који је ради ње оставио супругу и троје малолетне деце.
Након завршетка гимназије, у Загребу уписује Архитектонско-грађевинско-геодетски факултет, смер мостоградња. По завршетку студија запошљава се у загребачком предузећу Хидропројект, одакле га 1962. године шаљу на специјализацију у Француску. Уместо три месеца, колико је планирао провести у Француској, остаје 25 година. Први велики посао била му је изградња нуклеарне електране у Бордоу, коју преузима 1971. године. Три године касније, од 1974. до 1980. године у Јужноафричкој Републици, упркос економским санкцијама против режима, води изградњу двију нуклеарних електрана у околини Кејптауна. У међувремену је од 1980. до 1984. године у Загребу, као натурализовани Француз, представљао компанију која ће планирати изградњу нуклеарних централа, али неуспешно. Након тога, 1984. године запошљава се у Казабланци као директор највеће мароканске грађевинске компаније. У 1987. годину, цела породица Шаринић враћа се у Загреб, након његовог пензионисања.
Био је председник надзорног одбора загребачке Индустрија нафте (ИНА) од 1995. до 1999. године.
Ожењен је Ериком с којом има три сина: Марија (погинуо у саобраћајној несрећи), Марка и Андреја. Говори и пише француски те италијански и енглески језик.

## Политичка каријера
Крајем 1989. године ушао је у политику. Један је од оснивача Хрватске демократске заједнице (ХДЗ) и блиски сарадник Фрање Туђмана. Након победе ХДЗ-а на изборима 1990. године сарађује с Ивом Латином, бившим председником Председништва СР Хрватске, око преноса власти и устројава кабинет предсједника Републике Хрватске по француском моделу. У Кабинету Председника од 1992. до 1995. године био је у више наврата шеф кабинета и члан саветодавних одбора.
После других парламентарних избора 7. августа 1992. године добија од председника Републике мандат за састав хрватске Владе и на том месту остаје до 3. априла 1993. године, кад га је Туђман одучио замјенити Никицом Валентићем. Новинари нису поздравиљали његове честе изјаве на месту премијера како тек спроводи политику Фрање Туђмана, а до изражаја је долазило и његово слабије познавање макроекономске теорије и праксе. Након скандала са Далмацијацементом, када су га медији оптужили за узимање провизије од италијанског партнера, конверзије Слободне Далмације, пријема Хрватске у Међународни монетарни фонд и избора за Жупанијски дом 1993. године (када је ХДЗ изгубио у његовој родној Приморско-горанској жупанији) подноси оставку на место премијера. Нокон тога постаје шеф новоосноване Канцеларије за националну безбедност коју је водио до 12. децембра 1994. године.
Обављао је и послове водитеља Комисије Републике Хрватске за односе с Унпрофором током 1993. године. Био је шеф хрватског преговарачког тима за преговоре с Србима из Источне Славоније, Барање и Западном Срема од 1995. године и потписник је Ердутског споразума. Године 1996. вратио се на место шефа Кабинета председника Републике Хрватске где је заменио Иву Санадера.
Године 1998. гурнут је из круга блиских Туђманових сарадника када нови шеф Кабинета председника постаје Ивица Костовић. Након смрти Туђмана и парлементарних избора 2000. године заједно с Матом Гранићем, Весном Шкаре-Ожболт и Јошком Морићем излази из ХДЗ-а и оснива Демократски центар.